# SUNshine ROCK
『SUNshine ROCK』（サンシャイン・ロック）は高岡亜衣の2枚目のミニアルバム。

## 概要
初のインディーズ作品はDIMENSIONの増崎孝司とプロデュースを担当した。「you belong to me」はチバテレ『アート夢ぽけっと』挿入歌及びTBS系『チューボーですよ!』エンディング・テーマ。

## 収録曲
全作詞・作曲:高岡亜衣
1. you belong to me
2. SUNshine ROCK
3. promise to love
4. 愛のシチュー
5. 小さな恋は物語
6. キラキラミライヒカル
7. wish on a star

## レコーディング参加
- 増崎孝司（DIMENSION） - ギター
- 小野塚晃（DIMENSION） - ピアノ、キーボード
- 吉田太郎 - ドラム
- 川崎哲平 - ドラム
- 藤崎昌弘 - ディレクター、プログラミング